# Nyabakan Barat
Nyabakan Barat is een bestuurslaag in het regentschap Sumenep van de provincie Oost-Java, Indonesië. Nyabakan Barat telt 4725 inwoners (volkstelling 2010).